# La Haye-Saint-Sylvestre
La Haye-Saint-Sylvestre ist eine französische Gemeinde mit 293 Einwohnern (Stand: 1. Januar 2022) im Département Eure in der Region Normandie (vor 2016 Haute-Normandie); sie gehört zum Arrondissement Bernay (bis 2017 Évreux) und zum Kanton Breteuil. Die Einwohner werden Saint-Sylvestréens genannt.

## Geographie
La Haye-Saint-Sylvestre liegt etwa 19 Kilometer südlich von Bernay. Umgeben wird La Haye-Saint-Sylvestre von den Nachbargemeinden Mesnil-en-Ouche im Norden und Nordosten, Bois-Anzeray im Osten und Nordosten, Chambord im Osten und Südosten, La Ferté-en-Ouche mit Couvains im Süden, Mesnil-Rousset im Süden und Südwesten, Notre-Dame-du-Hamel im Südwesten, Mélicourt im Westen sowie Saint-Pierre-de-Cernières im Nordwesten.

## Bevölkerungsentwicklung
| Jahr                       | 1962 | 1968 | 1975 | 1982 | 1990 | 1999 | 2006 | 2013 |
| Einwohner                  | 354  | 269  | 281  | 264  | 243  | 231  | 206  | 271  |
| Quellen: Cassini und INSEE |      |      |      |      |      |      |      |      |

## Sehenswürdigkeiten
- Kirche Saint-Sylvestre
- Schloss La Grand Haye